# Ступка Дмитро Остапович
Дмитро́ Оста́пович Сту́пка (нар. 6 вересня 1986, Київ, Українська РСР) — український актор театру та кіно. Актор київського театру імені Івана Франка (2009—2022). Син Остапа Ступки та онук Богдана Ступки.
Після повномаштабного вторгнення РФ переїхав в США, де і проживає.

## Життєпис
Дмитро Ступка походить з відомої акторської династії. Батько, Остап Ступка — театральний та кіноактор, мати, Тетяна Капліна, (перша дружина Остапа Ступки).
Перший вихід Дмитра Ступки на професійну театральну сцену відбувся 4 квітня 2009 року у виставі «Одруження» (за Миколою Гоголем), в ній він грає кілька епізодичних ролей — Степана (слугу Подколесина), Дуняшку (дівчинку в домі нареченої) та компаньйона Старикова.
2010 року закінчив КНУТКІТ ім. Карпенка-Карого (бакалавр з акторського мистецтва драматичного театру і кіно). З того ж року до 2022 року він працював актором в Національному театрі імені Івана Франка.
З 2007 року знімається в кіно. Зіграв другорядні ролі у кількох російських і російськомовних фільмах та серіалах, в українофобському фільмі «Ми з майбутнього 2». 2008 року знявся в фільмі Криштофа Зануссі «Серце на долоні».
2013 року зіграв головну роль у фільмі Любомира Левицького «Тіні незабутих предків».
З 2021 року живе в США.

## Особисте життя
- Колишня дружина (2016—2022) — Поліна Логунова, телеведуча[4]. У 2017 році написала у себе в «Instagram»[5], що не збирається миритися з законом про мовні квоти на телебаченні та заявила[6], що принципово не збирається вивчати українську мову (вона переконана, що в Україні дві державні мови) та розмовляти нею на телебаченні. Поліна Логунова також зазначила, що провідні ведучі, які зараз говорять українською, в кадрі виглядають безглуздо:

| Судячи з моїх спостережень більшість україномовних ведучих виставляють себе в поганому світлі, насилу висловлюючись рідною, українською, мовою і в кадрі це виглядає безглуздо[7]. |
- Виховують доньку Богдану (2017 р.н.)[8]

## Фільмографія
- 2008 — «Серце на долоні» / «Serce na dłoni»
- 2010 — «Ми з майбутнього 2» — Сергій «Сірий» Мельник
- 2012 — «Зроблено в Україні»
- 2013 — «Тіні незабутих предків» — Ваня «Воланчик»
- 2014 — «Київський торт»
- 2015 — «Гвардія» — Дюк
- 2015 — «Манекен»
- 2017 — «Правило бою» — Димон
- 2018 — «Лікар Ковальчук» — епізодична роль
- 2018 — «Крути 1918» — Симон Петлюра
- 2018 — «Ефір» — жандарм
- 2020 — «Гола правда» — Андрій
- 2020 — «Нереальний КОПець» — Василь Бурундяк

## Деякі ролі в театрі імені Івана Франка
- Ескол — «Ромео і Джульєтта», Вільям Шекспір
- Степан, Дуняшка, візник — «Одруження», Микола Гоголь
- Боксер за справедливість, «Суперксерокс» — «Гімн демократичної молоді», Сергій Жадан
- Принц — «Попелюшка», Євген Шварц
- Костянтин Гаврилович Треплєв — «Чайка», Антон Чехов